# Flens station
Flens station är en järnvägsstation i Flen, Flens kommun, Södermanlands län. Stationen började trafikeras 1862 och utvecklades till en knutpunkt för Västra stambanan och TGOJ-banan. Idag trafikeras stationen av Mälartåg (Uven-tåget och Sörmlandspilen). Flens station är tillsammans med Hälleforsnäs station en av två stationer i Flens kommun. Stationens stationshus och perrongtaken räknas som statliga byggnadsminnen.

## Stationshuset
Det ursprungliga stationshuset byggdes 1861, men i takt med att stationssamhället växte ökade behovet av ett större och mer ändamålsenligt stationshus. 1892 byggdes det nuvarande stationshuset och året därpå flyttades det gamla till Skebokvarn. 
Den nya byggnaden uppfördes efter ritningar av Folke Zettervall och har ett symmetrisk plan med hög mittdel, lägre flankerande längor och markerade sidoflyglar. Säteritaket förebådar en kommande nationalromantisk arkitekturstil.
Stationsbyggnaden ägs idag av det kommunägda Flens kommunfastigheter AB och väntsalen förvaltas av statliga Jernhusens dotterbolag Svenska Reseterminaler. I byggnaden finns även kontor tillhörande taxibolag och ett bussbolag..

## Järnvägshotellet

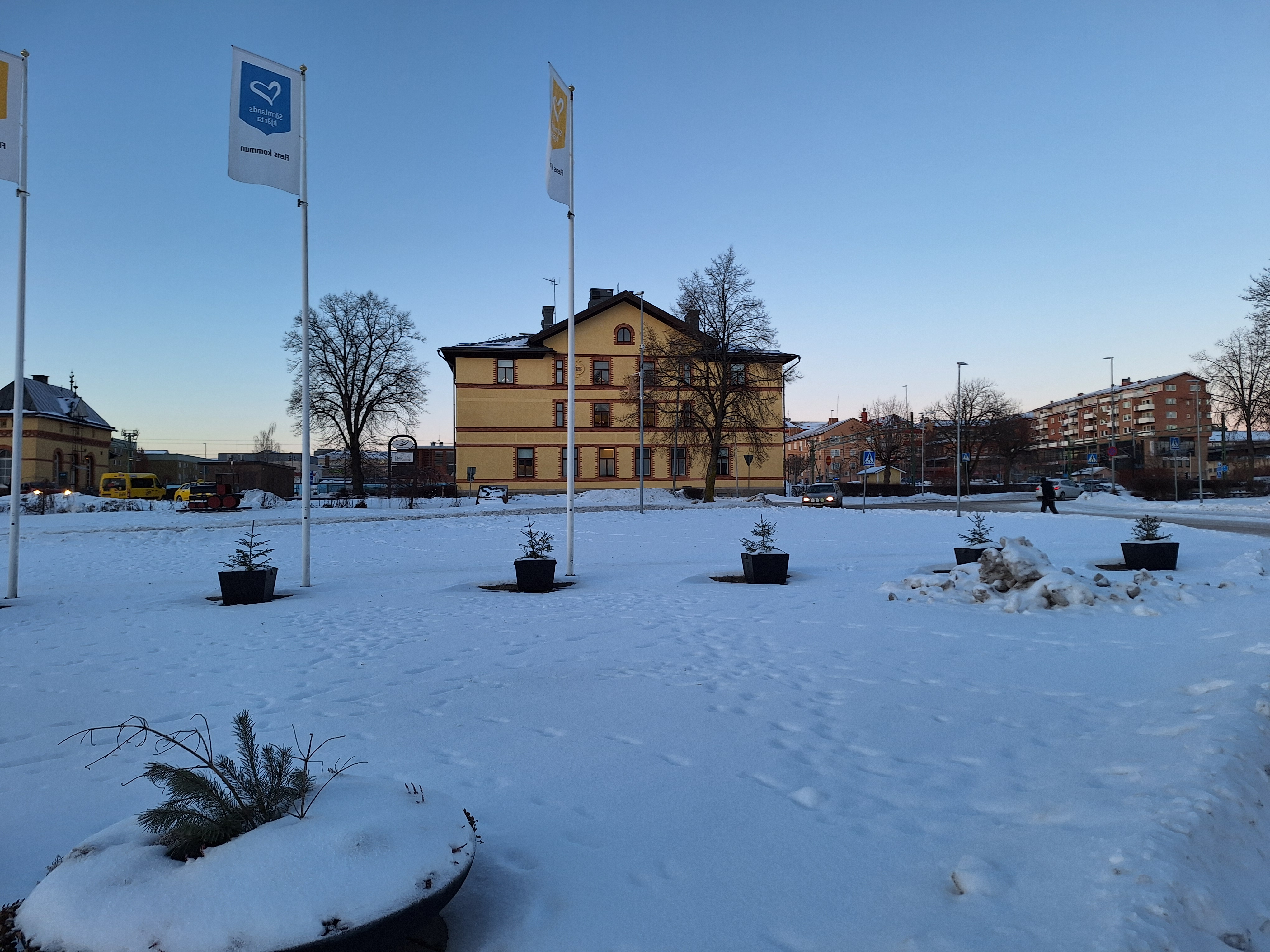
Järnvägshotellet sett från Prins Wilhelms torg

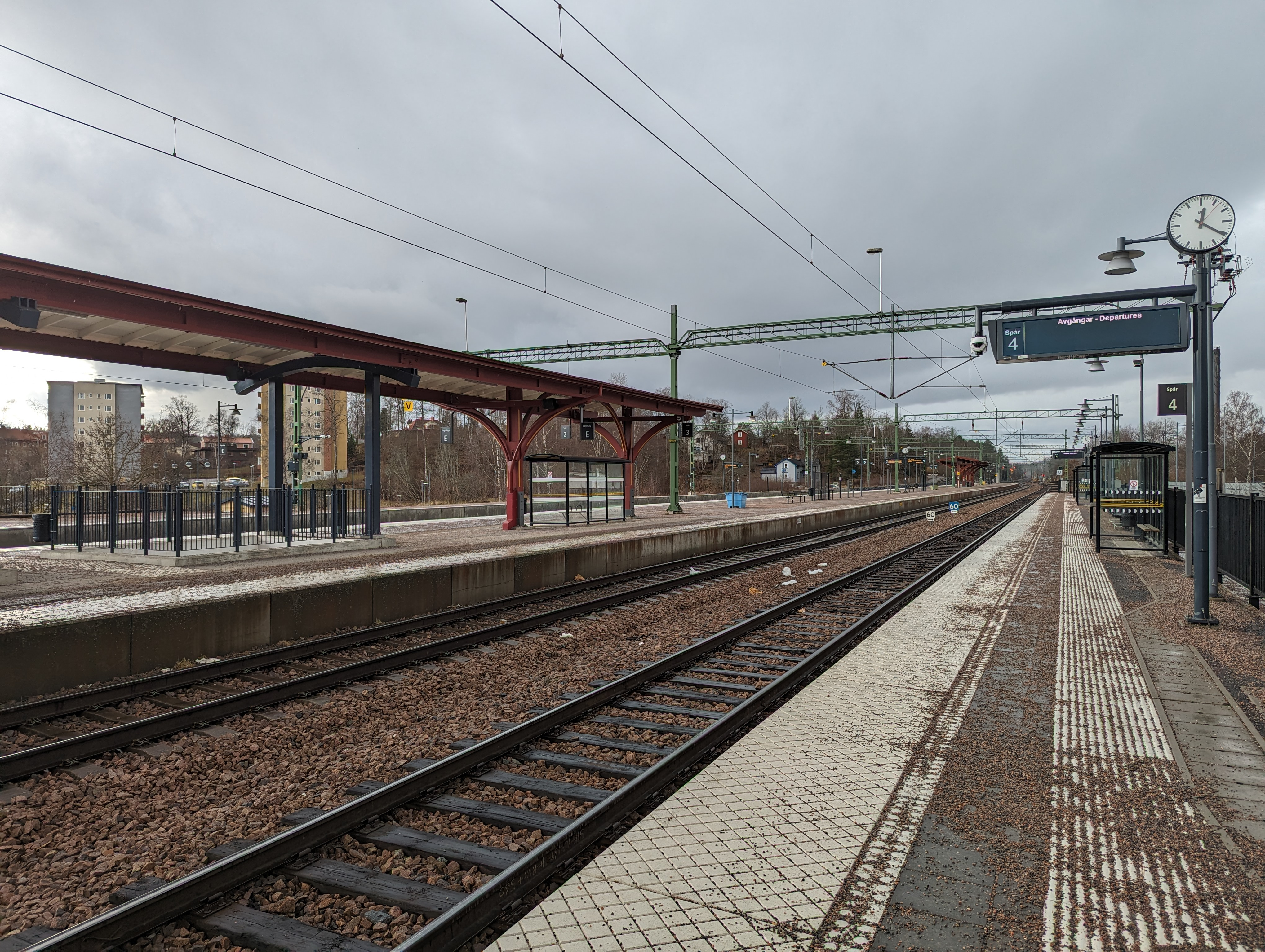
Spår 4 sett från norra perrongen

Det tidigare Järnvägshotellet, som är beläget öster om stationshuset byggdes 1893-1895 efter ritningar av Gustaf Lindgren. I byggnaden bedrevs under många år hotell- och restaurangverksamhet, men idag finns där bland annat en turistbyrå samt Folktandvården.